# バルサザール・ゲティ
バルサザール・ゲティ（Balthazar Getty、1975年1月22日 - ）は、アメリカ合衆国の俳優。曽祖父は実業家のジャン・ポール・ゲティ。

## プロフィール

### 来歴
父親はアメリカの石油富豪として知られるゲティ家のジョン・ポール・ゲティ3世、母親はドイツ人写真家のジゼラ・ゲティ。カリフォルニア州ロサンゼルス出身だが、学校はイギリスの名門寄宿学校ゴードンストウン（全寮制）に通う。
オーディションに合格し、1990年に映画『蝿の王』でデビュー。その後多くの映画・テレビに出演している。2004年は『チャームド〜魔女3姉妹〜』でペイジ(ローズ・マッゴーワン)の恋人で魔法使いのリチャード・モンタナ役で出演。2005年に『エイリアス』に出演し、2006年から『エイリアス』と同じケン・オリン監督の『ブラザーズ&シスターズ』に出演している。
俳優以外の活動としてはRingsideというバンドで音楽活動もしている。彼らの曲"Struggle"はドラマ『シックス・フィート・アンダー』の56話で挿入歌として使用された。"Tired Of Being Sorry"はエンリケ・イグレシアスがカバーしている。

### 私生活
過去にドリュー・バリモアやミラ・ジョヴォヴィッチと交際。
2000年に子供服デザイナーのロゼッタ・ミリントン（Rosetta Millington）と結婚し、4人の子供（Cassius Paul、Grace、Violet、June Catherine）が誕生している。
2008年7月にトップレス姿のシエナ・ミラーとイタリアのビーチでキスをしている写真を撮られ、ゲティは妻との別居を公表した。しかし後に妻と和解している。

## 主な出演作品

### 映画
| 公開年 | 邦題 原題                                         | 役名                   | 備考           |
| ------ | ------------------------------------------------- | ---------------------- | -------------- |
| 1990   | 蝿の王 Lord of the Flies                          | ラルフ                 |                |
| 1990   | ヤングガン2 Young Guns II                         | トム                   |                |
| 1991   | 法王さまご用心 The Pope Must Die                  | ジョー・ドン・ダンテ   |                |
| 1992   | ハートブレイク・タウン Where the Day Takes You    | リトル・J              |                |
| 1994   | ナチュラル・ボーン・キラーズ Natural Born Killers |                        |                |
| 1995   | ヘザー・グラハム／バッドトリップ Toughguy         | チャドの友達           |                |
| 1995   | ジャッジ・ドレッド Judge Dredd                    | メイソン・オルメイヤー |                |
| 1995   | 陽のあたる教室 Mr. Holland's Opus                 | スタドラー             | クレジットなし |
| 1996   | 白い嵐 White Squall                               | トッド・ジョンストン   |                |
| 1997   | ロスト・ハイウェイ Lost Highway                   | ピート・デイトン       |                |
| 1997   | ハビタ/新種生命体 Habitat                         | アンドレアス           |                |
| 1998   | ブラック・ハート Fait Accompli                    | A.J. マーチャント      |                |
| 1999   | マグナム Out in Fifty                             | レフティ               |                |
| 2001   | 赤い部屋の恋人 The Center of the World            | ブライアン             |                |
| 2002   | ハードキャッシュ Run for the Money                | エディ                 |                |
| 2002   | デュースワイルド Deuces Wild                      | ジミー・ポケッツ       |                |
| 2004   | 炎のメモリアル Ladder 49                          | レイ・ゲクイン         |                |
| 2006   | The FEAST/ザ・フィースト Feast                    | ボゾ                   |                |
| 2024   | メガロポリス (映画) Megalopolis                   | アラム・カザンジアン   |                |

### テレビシリーズ
| 放映年    | 邦題 原題                                              | 役名                     | 備考             |
| --------- | ------------------------------------------------------ | ------------------------ | ---------------- |
| 1997      | ハンガー/トリロジー The Hunger                         | ジェームズ・チャンドラー | エピソード『剣』 |
| 2003-2004 | チャームド Charmed                                     | リチャード・モンタナ     | 6エピソード      |
| 2004      | トラフィック/新たなる連鎖 Traffic                      | ベン・エドモンズ         | ミニシリーズ     |
| 2005      | INTO THE WEST イントゥー・ザ・ウエスト Into the West   | デヴィッド・ホイーラー   | ミニシリーズ     |
| 2005      | ゴースト 〜天国からのささやき Ghost Whisperer          | マイケル                 | 1エピソード      |
| 2005-2006 | ALIAS Alias                                            | トーマス・グレース       | 17エピソード     |
| 2006-2011 | ブラザーズ&シスターズ Brothers & Sisters               | トミー・ウォーカー       | 92エピソード     |
| 2009      | ミディアム 霊能者アリソン・デュボア Medium             | クリストファー           | 1エピソード      |
| 2010      | リゾーリ&アイルズ ヒロインたちの捜査線 Rizzoli & Isles | トム・ガーヴィン         | 1エピソード      |
| 2010      | Hawaii Five-0                                          | ウォルトン・ドーキンス   | 1エピソード      |
| 2017      | ツイン・ピークス Twin Peaks                            |                          |                  |